# Coenosia varioflava
Coenosia varioflava este o specie de muște din genul Coenosia, familia Muscidae, descrisă de Willi Hennig în anul 1952. Conform Catalogue of Life specia Coenosia varioflava nu are subspecii cunoscute.